# Partido Fe
El Partido Fe es un partido político argentino fundado oficialmente el 25 de abril de 2013 por el dirigente sindical Gerónimo Venegas (1941-2017). Tras el fallecimiento de Venegas, el 26 de junio de 2017, la presidencia del partido fue ocupada transicionalmente por Juan Carlos Castro. Actualmente, el presidente a nivel nacional del Partido Fe, es Pablo Miguel Ansaloni, Diputado Nacional y dirigente sindical.

## Distritos
| Distritos              | Presidente  | Alianza                    | N° Afiliados | Ref. |
| ---------------------- | ----------- | -------------------------- | ------------ | ---- |
| Buenos Aires           | Desconocido | La Libertad Avanza         | Requerido    |      |
| Ciudad de Buenos Aires | Desconocido | Sin Alianza                | Requerido    |      |
| Catamarca              | Desconocido | Unión por la Patria        | Requerido    |      |
| Chaco                  | Desconocido | Unión por la Patria        | Requerido    |      |
| Córdoba                | Desconocido | Hacemos por Nuestro Pais   | Requerido    |      |
| Corrientes             | Desconocido | Unión por la Patria        | Requerido    |      |
| Chaco                  | Desconocido | Unión por la Patria        | Requerido    |      |
| Entre Ríos             | Desconocido | La Libertad Avanza         | Requerido    |      |
| Formosa                | Desconocido | Unión por la Patria        | Requerido    |      |
| Mendoza                | Desconocido | Unión por la Patria        | Requerido    |      |
| Misiones               | Desconocido | Unión por la Patria        | Requerido    |      |
| Río Negro              | Desconocido | La Libertad Avanza         | Requerido    |      |
| Salta                  | Desconocido | Unión por la Patria        | Requerido    |      |
| Santa Fe               | Desconocido | Unión por la Patria        | Requerido    |      |
| Santiago del Estero    | Desconocido | Frente Cívico por Santiago | Requerido    |      |
| Total                  |             |                            | 49.086       |      |

## Representantes

### Legisladores Provinciales
| Diputado                 | Provincia    | Inicio     | Final      |
| ------------------------ | ------------ | ---------- | ---------- |
| Natalia Sánchez Jáuregui | Buenos Aires | 10/12/2019 | 10/12/2023 |
| Juan Carlos Castro       | Córdoba      | 10/12/2019 | 10/12/2023 |
| Cesira Arcando           | Santa Fe     | 10/12/2015 | 10/12/2023 |

### Intendentes
| Intendente             | Inicio     | Final      | Ciudad y provincia         |
| ---------------------- | ---------- | ---------- | -------------------------- |
| Cecilio Salazar        | 27/03/2023 | 10/12/2027 | San Pedro - Buenos Aires   |
| Franco Suárez          | 23/8/2021  | 10/12/2027 | Sampacho - Córdoba         |
| Gerardo Ariel Martínez | 10/12/2019 | 10/12/2027 | Potrero de Garay - Córdoba |

## Resultados electorales

### Elecciones presidenciales
|  | 51.34 % |

|  | 40.28 % |

|  | 55,65 % |

### Elecciones al congreso
| Año  | Votos                       | %                     | Diputados | Senadores | Nota |
| ---- | --------------------------- | --------------------- | --------- | --------- | --- |
| 2013 | 681.871 (D) 8.049 (S)       | 3,02% (D)             | 0/257     | 0/72      | Unión con Fe (FE-AR-PAIS-NUC-MVP) en Provincia de Buenos Aires Unión por Córdoba Sin alianza en Santiago del Estero |
| 2015 | 5.905.878 (D) 1.356.586 (S) | 25,33% (D)            | 0/257     | 0/72      | Cambiemos en PBA, CABA, Chaco, Entre Ríos, Mendoza, Misiones, Santa Fe y Santiago del Estero Frente Cívico y Social en Catamarca y La Pampa Encuentro por Corrientes                                                                                       |
| 2017 | 8.709.587 (D) 4.047.268 (S) | 35,43% (D) 34,12% (S) | 1/257     | 0/72      | Cambiemos en PBA, Chaco, Entre Ríos, La Pampa, Mendoza, Salta, San Juan y Santa Fe Vamos Juntos en Ciudad de Buenos Aires Frente Cívico y Social en Catamarca Frente Cívico por Santiago en Santiago del Estero Unión por Córdoba Encuentro por Corrientes |
| 2019 | 8.338.711 (D) 2.066.247 (S) | 32,52% (D) 36,66% (S) | 1/257     | 0/72      | Juntos por el Cambio en PBA, CABA, Chaco, Corrientes, Entre Ríos, Formosa, La Rioja, Mendoza, Misiones, Río Negro, Salta, Santa Fe y Santiago del Estero Hacemos por Córdoba                                                                               |